# Kim Yoon-hye
Kim Yoon-hye (24 de mayo de 1991) es una actriz surcoreana.

## Carrera
Apareció por primera vez en la portada de la revista Vogue Girl Corea en 2002 y también fue modelo en los MTV Asia 2005, antes de protagonizar varios vídeos musicales. 
Debutó como actriz bajo el nombre artístico Woori, que significa "nosotros" en coreano, haciendo difícil registrar su nombre en los portales de internet. Por esta razón volvió a usar su nombre real, Kim Yoon-hye, durante las promociones de la película de horror y comedia Ghost Sweepers en 2012. Continuó participando en dramas como Heartstrings, I Need a Fairy (también conocida como Sent from Heaven), y Flor Boys Next Door.
En 2013, obtuvo críticas positivas por su representación de una fría y distante chica de preparatoria en la romántica novela de suspense Steel Cold Winter.
En 2020, después de dos años alejada de las pantallas, interpretó el papel de Kwon Yoo-mi, una joven locutora de una emisora de radio, en la serie 18 Again.
Entre febrero y mayo de 2021 formó parte del elenco de actores de la serie Vincenzo, con el personaje de Mi-ri, una profesora de piano que esconde otras habilidades.
El 13 de enero de 2022, se confirmó que se había unido al elenco de la serie de Netflix, Goodbye Earth (también conocida como "The Fool of the End") donde interpretará a Kang In-ah, es la comandante de un batallón de apoyo al servicio de combate. Recorre la ciudad para distribuir suministros y mantener el orden.

## Filmografía

### Series
| Año  | Título                        | Rol                                  | Red     | Notas                              | Ref.                 |
| ---- | ----------------------------- | ------------------------------------ | ------- | ---------------------------------- | -------------------- |
| 2010 | My Mom! Super Mom!            | Kang Eun-ki                          | KBS2    |                                    |                      |
| 2011 | Detectives in Trouble         | Lee So-min (invitada, episodios 7-8) | KBS2    |                                    |                      |
| 2011 | Heartstrings                  | Han Hee-joo                          | MBC     |                                    |                      |
| 2012 | I Need a Fairy                | Cha Na-ra                            | KBS2    |                                    |                      |
| 2013 | Flower Boys Next Door         | Yoon Seo-young                       | tvN     |                                    |                      |
| 2013 | Who Are You?                  | Im Jung-eun (invitada, episodio 16)  | tvN     |                                    |                      |
| 2016 | Vampire Detective             | Jung Yoo-jin                         | OCN     |                                    |                      |
| 2017 | My Sassy Girl                 | Jung Da-yeon                         | SBS     |                                    |                      |
| 2018 | The Third Charm               |                                      | tvN     |                                    |                      |
| 2020 | 18 Again                      | Kwon Yoo-mi                          | JTBC    |                                    |                      |
| 2021 | Vincenzo                      | So Mi-ri                             | tvN     |                                    | [ 9 ]                |
| 2022 | Shooting Stars                | Park Ho-young                        | tvN     |                                    |                      |
| 2024 | Adiós, Tierra                 | Kang In-ah                           | Netflix | Serie web, estreno aplazado a 2024 | [ 10 ] [ 11 ]        |
| 2024 | Jeong-nyeon: The Star Is Born | Seo Hye-rang                         | tvN     |                                    | [ 12 ]               |
| 2025 | Exploradora del amor          | Jung Soo-hyun                        | SBS     |                                    | [ 13 ] [ 14 ] [ 15 ] |

### Películas
| Año  | Título                       | Rol           |
| ---- | ---------------------------- | ------------- |
| 2007 | My Son                       | Mimi          |
| 2012 | Ghost Sweepers               | Seung-hee     |
| 2013 | Steel Cold Winter            | Eun Hae-won   |
| 2015 | The Advocate: A Missing Body | Han Min-jeong |
| 2017 | Because I Love You           | Kim Mal-hee   |

### Espectáculo de variedades
| Año  | Título                     | Red      | Notas |
| ---- | -------------------------- | -------- | ----- |
| 2010 | Hit the Ball!Home Run King | MBC ESPN |       |

### Vídeos musicales
| Año  | Título de la canción   | Artista        |
| ---- | ---------------------- | -------------- |
| 2006 | "Don't Go, My Love"    | Lim Jeong-hee  |
| 2006 | "Sayonara"             | Lee Seung-chul |
| 2007 | "This Is Me"           | SAT            |
| 2009 | "In a Pallid State"    | Gavy NJ        |
| 2010 | "Bad Guy Good Girl"    | Sunny Side     |
| 2010 | "Women...Know"         | Ab Avenue      |
| 2011 | "Echo"                 | Kim Tae-woo    |
| 2015 | Let's Not Fall in Love | Big Bang       |

## Premios y nominaciones
| Año  | Premio                      | Categoría          | Nominación        | Resultado |
| ---- | --------------------------- | ------------------ | ----------------- | --------- |
| 2014 | 34th Golden Cinema Festival | mejor actriz nueva | Steel Cold Winter | Ganadora  |